# Kritou Marottou
Kritou Marottou (griechisch Κρήτου Μαρόττου, türkisch Girit Marot) ist eine Gemeinde im Bezirk Paphos in der Republik Zypern. Bei der Volkszählung im Jahr 2021 hatte sie 69 Einwohner.

## Name
Der Ursprung des Namens ist unklar. Jack C. Goodwin vermutet allerdings, dass der Name mit einem nahegelegenen Dorf namens Kritou Tera zusammenhängt. Er behauptet, dass Kritou von Erokratos („Richter der Liebe“), abgeleitet sein könnte. Die Zyperntürken nannten das Dorf schon immer Girit Marot.

## Lage und Umgebung

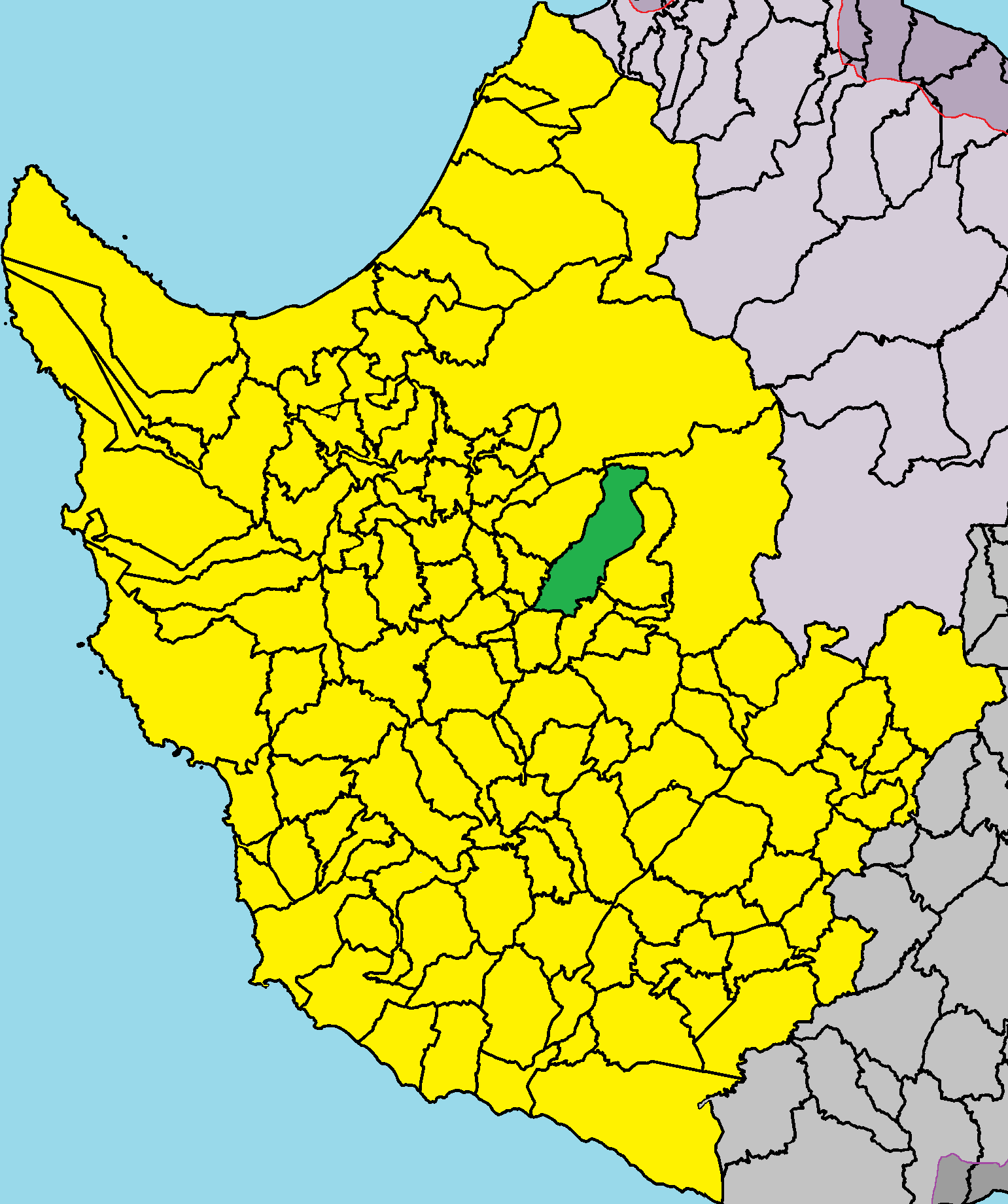
Lage im Bezirk Paphos

Kritou Marottou liegt in den westlichen Ausläufern des Troodos-Gebirges auf der Mittelmeerinsel Zypern auf einer Höhe von etwa 530 Metern, etwa 27 Kilometer nordöstlich von Paphos, 90 Kilometer nordwestlich von Limassol und 134 Kilometer südwestlich von Nikosia. Das 15,6706 Quadratkilometer große Dorf grenzt im Norden an Pano Panagia, im Osten an Asprogia und Kannaviou, im Süden an Agios Dimitrianos und im Westen an Fyti und Anadiou. Das Dorf kann über die Straße F725 erreicht werden.

## Geschichte
In der Gegend wurden archäologischen Ausgrabungen durchgeführt. Die Ergebnisse am Standort „Kritou Marotou-Ais Yorkis“ 2014 brachten sechs Gebäude, 37.000 abgeblätterte Werkzeuge/Gegenstände aus Pikrolithos, Tierknochen und ein menschliches Skelett ans Licht.

### Bevölkerungsentwicklung
Türkischen Quellen zufolge konvertierten viele der Zyperntürken des Dorfes, darunter auch die Mukhtar, in den 1950er Jahren zum Christentum. Laut Murat Hüsnü Özad gab es 1963 nur noch 6 Personen im Dorf, die immer noch meinten, Muslime zu sein. Während der interkommunalen Kämpfe evakuierten die Muslime das Dorf am 19. August 1964 und suchten Zuflucht in Anadiou. Von dort flohen sie nach 1974 nach Nordzypern.
Die folgende Tabelle zeigt die Bevölkerung des Dorfes, wie sie in den in Zypern durchgeführten Volkszählungen erfasst wurde.
| Jahr      | 1881 | 1891 | 1901 | 1911 | 1921 | 1931 | 1946 | 1960 | 1976 | 1982 | 1992 | 2001 | 2011 | 2021 |
| Einwohner | 262  | 249  | 247  | 243  | 228  | 225  | 269  | 197  | 150  | 119  | 82   | 61   | 85   | 69   |